# Wüstenbrunn

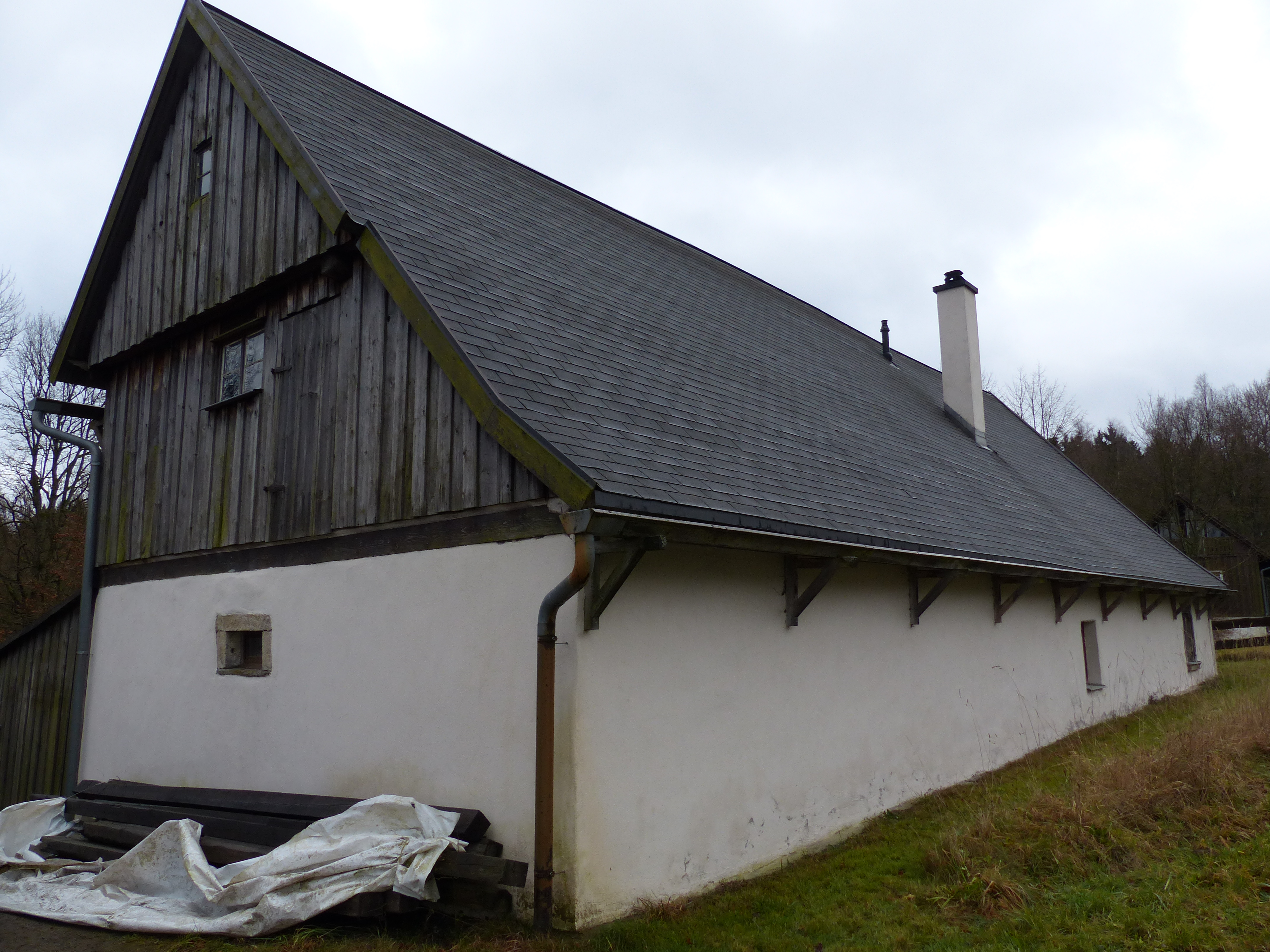
Denkmalgeschütztes Wohnhaus mit Frackdach

Wüstenbrunn ist ein Gemeindeteil der Stadt Rehau im Landkreis Hof (Oberfranken, Bayern).

## Geographie
Der Weiler liegt am Nordhang des Kornberges. Eine Straße von Rehau über Rosenbühl und Pilgramsreuth endet dort. Der am Waldrand gelegene Ort ist Ausflugsziel für Langlaufskifahrer und verfügt über eine Schrebergartenanlage. Nördlich befinden sich zwei Quellen des Bocksbaches, der wenig später in den Perlenbach mündet.

## Geschichte
Der Ort erschien 1390 als Wüstung im Besitz der Ritter von Kotzau und wurde um 1450 wiederaufgebaut. Neben den Kotzauern waren die Rabensteiner zu Döhlau Besitzer. Um 1780 bestand der Ort aus elf Anwesen, von denen sechs Häuser zum Verwaltungsamt Pilgramsreuth zählten, der Rest gehörte zum Rittergut in Oberkotzau. Als Kammerherr Achim von Arnim den Ort erwarb, ließ er mehrere Häuser abreißen; heute besteht Wüstenbrunn nur noch aus drei Anwesen. Auf der Uraufnahmekarte aus der Mitte des 19. Jahrhunderts ist die Anlage des Ortes in Radialhufenform mit hinter den Anwesen ausstrahlenden Rodungsbereichen zu sehen. Die Hälfte dieses Bereiches wurde inzwischen aufgeforstet. Baudenkmal ist ein Wohnhaus mit Frackdach von 1801.